# Discus nigrimontanus
Discus nigrimontanus är en snäckart som först beskrevs av Henry Augustus Pilsbry 1924.  Discus nigrimontanus ingår i släktet Discus och familjen Discidae. Inga underarter finns listade i Catalogue of Life.